# James Camille Samson

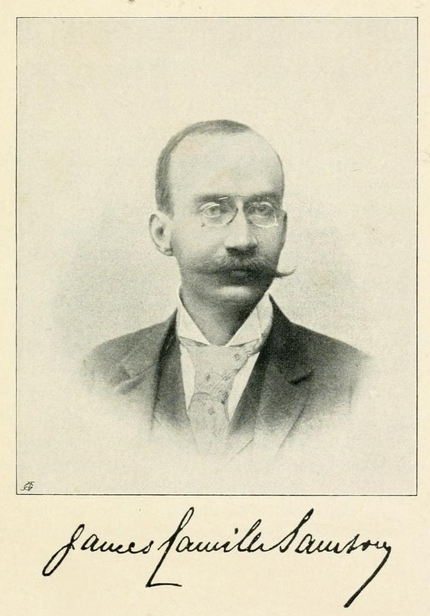
James Camille Samson (1856–1896)

James Camille Samson (geb. 18. Oktober 1856 in New York; gest. 9. September 1896 in Neuwaldegg, heute ein Stadtteil von Wien) war ein österreich-ungarischer Diplomat US-amerikanischer Herkunft. Er unternahm ausgedehnte Reisen durch Nordamerika, Lappland, Ägypten, die Ägäis, Spanien, den Nahen Osten sowie nach Indien und Thailand.

## Lebensweg
James Camille Samson kam 1856 in New York zur Welt. Als er zwei Jahre alt war, also Ende 1858 oder 1959, zogen seine Eltern mit ihm nach Wien. Bereits im Alter von 18 Jahren, 1874, verlor James Camille Samson seinen Vater.
Er absolvierte ein rechts- und staatswissenschaftliches Studium, das er mit der Promotion abschloss.
1876 reiste Samson nach Korfu und von dort aus mit den Brüdern Adolf (1841–1894) und Franz Exner (1849–1926) über die Halbinsel Peloponnes. Anschließend durchritt er allein Anatolien.
1878, im Alter von 22 Jahren, wurde Samson als US-amerikanischer Diplomat der US-Gesandtschaft in Wien zugeteilt. Sein Vorgesetzter dort war US-Botschafter John A. Kasson (1822–1910). Samson und Kasson freundeten sich an und blieben über Samsons Ausscheiden aus dem diplomatischen Dienst der USA hinaus miteinander befreundet.
Im Jahre 1879 unternahm Samson eine mehrmonatige Reise durch die Vereinigten Staaten und Kanada bis zur Pazifikküste.
1880 reiste Samson mit dem US-amerikanischen Botschafter Kasson die dalmatinische Küste entlang.
Im selben Jahr, 1880, erwarb James Camille Samson die österreichische Staatsbürgerschaft und trat in den Auswärtigen Dienst Österreich-Ungarns ein, in dem er 16 Jahre tätig war.
Samson reiste mit „dem bekannten Forscher Köchlin“ nach Lappland.
1884 bereiste Samson Ägypten, Palästina und Syrien. 1885 fuhr er zum zweiten Male nach Kairo, wo er über den Winter bei der diplomatischen Agentie (Konsulat) Österreich-Ungarns arbeitete.
Er wurde zum Legationsrat befördert.
Samson gehörte der Delegation an, die 1888 den neu ernannten k.u.k. Gesandten an den Höfen von Japan, China und Siam (Thailand), Rüdiger Freiherr von Biegeleben (1847–1912), nach Bangkok zur Überreichung seines  Beglaubigungsschreibens an den thailändischen König Chulalongkorn (Rama V.) (1853–1910) begleitete. Über diese Reise schrieb er den reisetagebuchartigen Bericht „Meine Reise nach Siam 1888–1889“, der 1901, also nach Samsons Tod im Jahr 1896, mit Illustrationen von Ludwig Hans Fischer im Verlag Adolf Holzhausen in Wien veröffentlicht wurde.
Vor allem auf seinen zahlreichen Reisen sammelte Samson Kunst- und ethnographische Gegenstände, die, seiner letztwilligen Verfügungen entsprechend, zum größten Teil im k.k. Hofmuseum aufbewahrt werden.
Im Laufe der Jahre stellte sich bei Samson ein schweres Lungenleiden ein. Er starb im Alter von nicht einmal 40 Jahren am 9. September 1896 in Neuwaldegg bei Wien.

## Werke
- James Camille Samson, „Meine Reise nach Siam 1888–1889“, Adolf Holzhausen-Verlag, Wien 1901; Illustriert von Ludwig Hans Fischer; Vorwort von Carl Ritter von Gsiller, 1901, Digitalisat